# アルヘンティーナとラ・プラタ川の征服

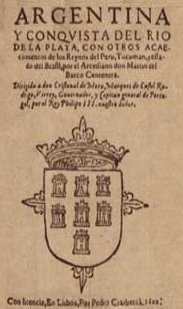
マルティン・デル・バルコ・センテネラの叙事詩『アルヘンティーナとラ・プラタ川の征服』の初版の表紙

『アルヘンティーナとラ・プラタ川の征服』（西: Argentina y conquista del Río de la Plata）は、1602年に出版されたマルティン・デル・バルコ・センテネラによる叙事詩である。現在アルゼンチンがある地域とほぼ同じ場所を「アルゼンチン」として表現した最初の文献として知られている。
この本は、教訓としての意味もある歴史書であり、道徳書でもある。ルネサンスのころの一般的な文学とは異なり、15世紀の史学史的な部分もある叙事詩である。
叙述にはオッターヴァ・リーマを使っており、28のパートに分かれた歌唱で表現されている。韻文には、テノールの概念も含んだラテン語法を使うなど、教養の高さがうかがえる。文学としては標準的なものだが、当時の南アメリカの状況を表した数少ない文献の一つであり、歴史書としては重要である。特に、XVIIの歌では、目撃者としてトゥパク・アマルがビルカバンバでしたことを記述している。
1612年に同じ名前の文学作品をルイ・ディアス・デ・グスマンが著している。ラプラタ川の発見、ブエノスアイレスでの人口減少、アルバル・ヌニェス・カベサ・デ・バカの政治、サンタフェの誕生などを記述している年代記となっている。
当時この書物の知名度は高く、大西洋・アンデス山脈・ラプラタ川で囲まれた地域を「アルゼンチン」と呼ぶのを定式化した。